# Shaklābād
Shaklābād (persiska: شَكل آباد, شکل آباد) är en ort i Iran.   Den ligger i provinsen Västazarbaijan, i den nordvästra delen av landet, 600 km väster om huvudstaden Teheran. Shaklābād ligger 1 532 meter över havet och antalet invånare är 437.
Terrängen runt Shaklābād är varierad. Runt Shaklābād är det ganska tätbefolkat, med 185 invånare per kvadratkilometer. Närmaste större samhälle är Silvana, 18,4 km norr om Shaklābād. Trakten runt Shaklābād består i huvudsak av gräsmarker.